# Mischocyttarus macarenae
Mischocyttarus macarenae är en getingart som beskrevs av Cooper 1998. Mischocyttarus macarenae ingår i släktet Mischocyttarus och familjen getingar. Inga underarter finns listade i Catalogue of Life.